# Baltimore Ravens 2004
La stagione 2004 dei Baltimore Ravens è stata la 9ª della franchigia nella National Football League.

## Calendario

### Stagione regolare
| Turno | Data               | Avversario              | Risultato          | Record             | TV                 | Pubblico           |
| ----- | ------------------ | ----------------------- | ------------------ | ------------------ | ------------------ | ------------------ |
| 1     | 12/9/2004          | at Cleveland Browns     | S 20–3             | 0–1–0              | CBS 1:00pm         | 73,068             |
| 2     | 19/9/2004          | Pittsburgh Steelers     | V 30–13            | 1–1–0              | CBS 1:00pm         | 69,859             |
| 3     | 26/9/2004          | at Cincinnati Bengals   | V 23–9             | 2–1–0              | CBS 1:00pm         | 65,575             |
| 4     | 4/10/2004          | Kansas City Chiefs      | S 27–24            | 2–2–0              | ABC 9:00pm         | 69,827             |
| 5     | 10/10/2004         | at Washington Redskins  | V 17–10            | 3–2–0              | ESPN 8:30pm        | 90,287             |
| 6     | Settimana di pausa | Settimana di pausa      | Settimana di pausa | Settimana di pausa | Settimana di pausa | Settimana di pausa |
| 7     | 24/10/2004         | Buffalo Bills           | V 20–6             | 4–2–0              | CBS 1:00pm         | 69,809             |
| 8     | 31/10/2004         | at Philadelphia Eagles  | S 15–10            | 4–3–0              | CBS 1:00pm         | 67,715             |
| 9     | 7/11/2004          | Cleveland Browns        | V 27–13            | 5–3–0              | ESPN 8:30pm        | 69,781             |
| 10    | 14/11/2004         | at New York Jets        | V 20–17 DTS        | 6–3–0              | CBS 1:00pm         | 77,826             |
| 11    | 21/11/2004         | Dallas Cowboys          | V 30–10            | 7–3–0              | FOX 1:00pm         | 69,924             |
| 12    | 28/11/2004         | at New England Patriots | S 24–3             | 7–4–0              | CBS 4:15pm         | 68,756             |
| 13    | 5/12/2004          | Cincinnati Bengals      | S 27–26            | 7–5–0              | CBS 1:00pm         | 69,695             |
| 14    | 12/12/2004         | New York Giants         | V 37–14            | 8–5–0              | FOX 1:00pm         | 69,856             |
| 15    | 19/12/2004         | at Indianapolis Colts   | S 20–10            | 8–6–0              | ESPN 8:30pm        | 57,240             |
| 16    | 26/12/2004         | at Pittsburgh Steelers  | S 20–7             | 8–7–0              | CBS 1:00pm         | 64,227             |
| 17    | 2/1/2005           | Miami Dolphins          | V 30–23            | 9–7–0              | CBS 1:00pm         | 69,843             |

## Premi
- Ed Reed:

miglior difensore dell'anno della NFL